# Chrysopilus niger
Chrysopilus niger är en tvåvingeart som beskrevs av Luigi Bellardi 1862. Chrysopilus niger ingår i släktet Chrysopilus och familjen snäppflugor. Inga underarter finns listade i Catalogue of Life.